# Europska konfederacija konzervatorsko restauratorskih udruga ECCO
Europska konfederacija konzervatorsko restauratorskih udruga (ECCO9 organizacija je koja okuplja europske udruge konzervatora restauratora. Utemeljena je 1991. godine. Konfederacija od početka radi na izradi profesionalnih standarda struke te se zalaže za ujednačavanje konzervatorsko restauratorskog obrazovanja na Europskoj razini. ECCO kao razinu obrazovanja potrebnu za ulazak u struku preporuča zvanje magistra struke, najmanje petogodišnje fakultetsko obrazovanje odnosno razina 7 europskog kvalifikacijskog okvira.

## Članice

### Punopravne članice
- Austrija,
- Belgija,
- Bugaska,
- Danska,
- Hrvatska,
- Finska,
- Francuska,
- Njemačka,
- Grčka,
- Mađarska,
- Irska,
- Italija,
- Norveška,
- Portugal,
- Slovačka,
- Slovenija,
- Španjolska,
- Švedska,
- Švicarska.

Hrvatsko restauratorsko društvo član je ECCO-a od 16. travnja 2014.

### Pridružene članice
- Češka,
- Malta,
- Rumunjska.

### Nečlanice
Ujedinjeno Kraljevstvo je istupilo iz članstva 2007. zbog neslaganja s nekim od temeljnih odrednica ECCO-a.

## Predsjednici ECCO-a
- Mogens Koch (1991.–1992.)
- Ulrich Schiessl (1993.–1994.)
- Pierre Masson (1995.–1997.)
- Stéfan Pennec (1998.–2000.)
- Gerlinde Tauschnig (2001.–2002.)
- Ylva Player Dahnsjö (2003.–2004.)
- Michael van Gompen (2005.)
- Monica Martelli Castaldi (2006.–2012.)
- Susan Corr (2013.–...)

## Poveznice
- Školovanje konzervatora restauratora
- Konzervator restaurator
- Konzervator tehničar

## Vanjske poveznice
- Službena stranica ECCO-a